# La Llorona (pel·lícula de 2019)
La Llorona és una pel·lícula guatemalenca de 2019 dirigida per Jayro Bustamante. El seu guió va ser escrit per Bustamante i Lisandro Sánchez, els qui es van inspirar en la llegenda de la Llorona i en la història de Guatemala, específicament el genocidi que va ocórrer en aquest país entre 1981 i 1983. És protagonitzada per María Mercedes Coroy, Sabrina De La Hoz, Margarita Kenéfic i Julio Díaz.
L'obra va ser estrenada el 30 d'agost de 2019 al Festival de Cinema de Venècia, dins de la Giornate degli Autori ("jornada dels autors"), secció on Bustamante va rebre el premi al millor director. La Llorona va ser seleccionada per Guatemala com a candidata als premis Oscar en la categoria de millor pel·lícula internacional. A més d'això, ha estat nominada a diversos premis, incloses les categories de millor pel·lícula en llengua no anglesa dels Globus d'Or i millor pel·lícula iberoamericana dels Goya.

## Sinopsi
El general Enrique Monteverde enfronta un judici per crims de lesa humanitat a causa d'un genocidi del qual va ser responsable dècades enrere en una zona rural de Guatemala. Encara que al principi és condemnat, el procediment és declarat nul i la sentència queda sense efecte. De tornada a casa al costat de la seva família, i enmig de les protestes dels qui estan disconformes amb el resultat del judici, l'home comença a escoltar durant les nits el plor d'una dona i a experimentar alguns esdeveniments sobrenaturals. El seu actuar erràtic espanta als empleats de la casa, qui decideixen renunciar, la qual cosa propícia l'arribada d'una misteriosa jove anomenada Alma per treballar com a serventa.

## Repartiment
- María Mercedes Coroy com Alma
- Sabrina De La Hoz com Natalia
- Margarita Kenéfic com Carmen
- Julio Diaz com Enrique Monteverde
- María Telón com Valeriana
- Juan Pablo Olyslager com Letona
- Ayla-Elea Hurtado com Sara

## Crítica
La rebuda crítica per a La Llorona ha estat positiva i la pel·lícula va rebre elogis de la mà d'A.V. Club and New York Times. RogerEbert.com la va classificar amb tres estrelles i va afirmar que "La Llorona" està plena d'imatges i tensions embruixadores, encara que estigui menys plena de sorpreses i ensurt que altres pel·lícules de terror. Bustamante utilitza el vell conte per no espantar-nos, sinó per obligar el seu públic a reflexionar sobre les formes en què són còmplices de l’opressió". El lloc web de terror Bloody Disgusting li dona 2 1/2 de cinc calaveres, escrivint "Bustamante ofereix una evocació preocupant per a la justícia, i en el cas de La Llorona, és de la mà d'un cercador de venjança folklòrica. Alguns aspectes de la història són emocionalment poderosos, mentre que altres fils se senten poc desenvolupats. La previsibilitat de la direcció general significa que el ritme de gravació lenta pot arrossegar-se i els elements de terror són molt mínims. Si si espereu alguna cosa més rellevant històricament i amb un gènere més proper, és més fàcil trobar una narració que no sempre és fàcilment accessible."

## Premis i nominacions
| Premi                                | Categoria                               | Nominats   | Resultat   |
| ------------------------------------ | --------------------------------------- | ---------- | ---------- |
| Globus d'Or                          | Millor pel·lícula en llengua no anglesa | La Llorona | Pendent    |
| Premis Goya                          | Millor pel·lícula iberoamericana        | La Llorona | Pendent    |
| Premis Satellite                     | Millor pel·lícula estrangera            | La Llorona | Guanyadora |
| Premis de la Crítica Cinematogràfica | Millor pel·lícula de parla no anglesa   | La Llorona | Pendent    |
| National Board of Review             | Millor pel·lícula en idioma estranger   | La Llorona | Guanyadora |
| Boston Society of Film Critics       | Millor pel·lícula en llengua estrangera | La Llorona | Guanyadora |